# Arwid Hansen
Arwid Yriö (Jerzy) Hansen (ur. 28 lipca 1917 w Helsinkach zm. 23 listopada 2002 w Warszawie) – polski lekarz, ergonom, działacz społeczny, autor książek z zakresu BHP.

## Życiorys
Ukończył studia na Wydziale Lekarskim Uniwersytetu Wileńskiego. W latach 1967–1983 był zastępcą Głównego Inspektora Pracy. Prowadził działalność publicystyczną. Ze strony „Solidarności” uczestniczył w obradach Okrągłego Stołu – jako doradca przy podstoliku górniczym.
Był założycielem i honorowym prezesem Towarzystwa Przyjaźni Polsko-Norweskiej. Jego rodzina pochodziła z Norwegii. 
Pochowany na cmentarzu ewangelicko-augsburskim przy ulicy Młynarskiej (aleja 53, grób 51).

## Odznaczenia
- Krzyż Komandorskim z Gwiazdą Orderu Odrodzenia Polski (1997)[5]
- Medal Świętego Olafa (Norwegia, 1995)[6]
- Medal 50-lecia Międzynarodowej Organizacji Pracy

## Publikacje
Autor wielu publikacji i książek dotyczących ochrony i medycyny pracy.
- Ucz się odpoczywać; Warszawa, 1959.
- Bezpieczeństwo i higiena pracy, Wydawnictwa Szkolne i Pedagogiczne S.A.; ISBN 83-02-05215-9. Warszawa, 1998.
- Ergonomiczna analiza uciążliwości pracy; Warszawa, 1970.
- O sztuce wypoczynku; Warszawa, 1976.
- Kompleksowa ocena poziomu bezpieczeństwa i higieny pracy; Instytut Wydaw. Związków Zawodowych; Warszawa, 1988.
- Zarys wypadkoznawstwa; Państwowa Inspekcja Pracy. Gł. Inspektorat Pracy. Departament Promocji, 1992.